# Cecilie Bødker
 Ikke at forveksle med forfatteren Cecil Bødker
 Der er for få eller ingen kildehenvisninger i denne artikel, hvilket er et problem. Du kan hjælpe ved at angive troværdige kilder til de påstande, som fremføres i artiklen.

Cecilie Bødker (født 1990) er en dansk forfatter, fotograf og feminist. Hun er uddannet som art director og fotograf fra Danmarks Medie- og Journalisthøjskole.
Cecilie debuterede med romanen “Sortsyge” på forlaget Vild Maskine i 2020. Romanen undersøger de normer, der er i samfundet om blandt andet monogami, heteronormativitet, skam og konkurrencementalitet blandt kvinder. 
I samarbejde med feministisk debattør Emma Holten skabte de projektet "Samtykke / En ny historie om min krop" i 2011. Fotoserien, samt en tilhørende artikel skrevet af Emma Holten, adresserer hævnporno, som Emma Holten selv havde været udsat for.
Cecilie Bødker har været redaktør på Friktion (magasin), som hun var med til at stifte i 2011.

## Udgivelser
- Sortsyge, Vild Maskine, 2020 (roman)

## Podcast afsnit
Cecilie Bødker har deltaget i forskellige podcasts og radiokanaler, hvor hun har talt om litteratur og feminisme.
- Skønlitteratur på P1: “Stormfulde følelser: Fra forelskelse til had”, 2020.
- KRÆS på Radio4: "Syg af sort jalousi, fremtidens kulturvaner og ugens inspirationsstafet", 2020